# 孕ら☆カノ!! 〜あの娘とラブラブ孕ぼて性活〜
『孕ら☆カノ!! 〜あの娘とラブラブ孕ぼて性活〜』（はらカノ あのことラブラブはらぼてせいかつ）は、日本のアダルトゲームブランド・スワンアイが2008年10月24日に発売した18禁アドベンチャーゲーム。2010年3月19日よりダウンロード販売を開始している。

## ストーリー
八神悠一は早くに父を亡くし、スナック勤めの母・春花と純真無垢な妹・姫夜と3人で貧しいながらも支え合いながら生活していた。
そんなある日、母の実家に呼ばれ祖父から家族全員で一緒に暮らさないかと提案され、家族全員で祖父宅へ引っ越す。祖父は悠一に家督を譲りたいと言い出すが、同時に早く曾孫の顔を見たいとも言われ一刻も早く子作りをするように迫られる。祖父の突拍子も無い要求に悠一は戸惑うが、いったい誰と子作りをすれば良いのか決められないままただ日々が過ぎて行く。

## 登場人物
八神 悠一（やがみ ゆういち）
声：なし
主人公。櫻葉学園3年生。父親を早くに亡くし、母と妹の3人家族。アルバイトをしながら家計を助けているが、母方の祖父から跡取りの指名を受けると共に子作りを命じられ、戸惑うことになる。

### ヒロイン
橘 愛理奈（たちばな まりな）
声：今井舞
悠一の同級生で幼馴染。悠一が母方の祖父宅に引っ越す前は毎朝、悠一を起こしに家まで来ていた。料理上手で家庭的。

八神 姫夜（やがみ ひよ）
声：友咲綾乃
悠一の妹で、兄のことが大好き。

八神 春花（やがみ はるか）
声：西川まこと
悠一の母。スナック勤めで帰宅が遅いため、家事は不得手で悠一に任せっきり。

橘 霞歩（たちばな かほ）
声：相元ゆうき
愛理奈の姉。悠一のことは昔からよく知っており弟同然に可愛がっている。

橘 栞（たちばな かんな）
声：箱森ゆめ
霞歩と愛理奈の母。

藤乃 蓮（ふじの れん）
声：箱森ゆめ
櫻葉学園の学生会長。引っ込み思案で、本人も周囲も会長の職に向いていないと思っている。

瀬野 綾那（せの あやな）
声：相元ゆうき
櫻葉学園の学生会で書記を務める傍ら、水泳部に所属している。常に明るく前向き。

### サブキャラクター
谷川 螢（たにがわ けい）
声：なし
悠一の男友達。楽天家でノリは軽いが、友情には厚い。
相原 愛璃（あいはら まり）
声：相元ゆうき
「孕ら☆みん!! 〜催眠中だし子づくり宣言〜」のサブヒロイン。本編中に端役で、またスペシャルモードのナビゲーション担当として登場する。登場時は妊娠しており、自分を孕ませた男を尻に敷いているらしい。

## スペシャルモード
「孕ら☆みん!!」と同様、本編のCG回収率100％を達成すると、各ヒロインの後日談や番外編で構成されるスペシャルモード「ボテ☆カノ!!」が解禁される。スペシャルモードで使用されているイベントCGは、大半が本編で使用されたグラフィックの（ヒロインが妊婦化した状態の）差分となっている。
「孕ら☆みん!!」のスペシャルモードでは、音声は一部収録（本編で使用されたもの）となっていたが、本作では本編と同様に音声が収録されている。但し、アニメーションはない。

## サプライズ
体験版である「ダイジェスト版」にて購入者へのサプライズがあることが発表された。サプライズの内容・隠し場所は上記スペシャルモードの説明中に明かされるが、発売後に公式サイト上でもサプライズの隠し場所に関する説明が追加された。

## スタッフ
- シナリオ 月待兎
- 原画 文月紫
- 音楽 Arp